# 弁天町 (新宿区)
弁天町（べんてんちょう）は、東京都新宿区の町名。「丁目」の設定のない単独町名である。住居表示未実施。

## 地理
新宿区の北部に位置する。町域北部は、早稲田町・榎町にそれぞれ接する。東部は南榎町に接する。南東部は、市谷山伏町に接する。南部は、市谷柳町に接する。南西部は原町に接する。西部は、喜久井町・早稲田南町にそれぞれに接する（地名はいずれも新宿区）。町域のほぼ中央を南北方向に外苑東通りが南北に縦貫する。また北部に早稲田通りが通っている。町域内は主として住宅地として利用される。

## 歴史

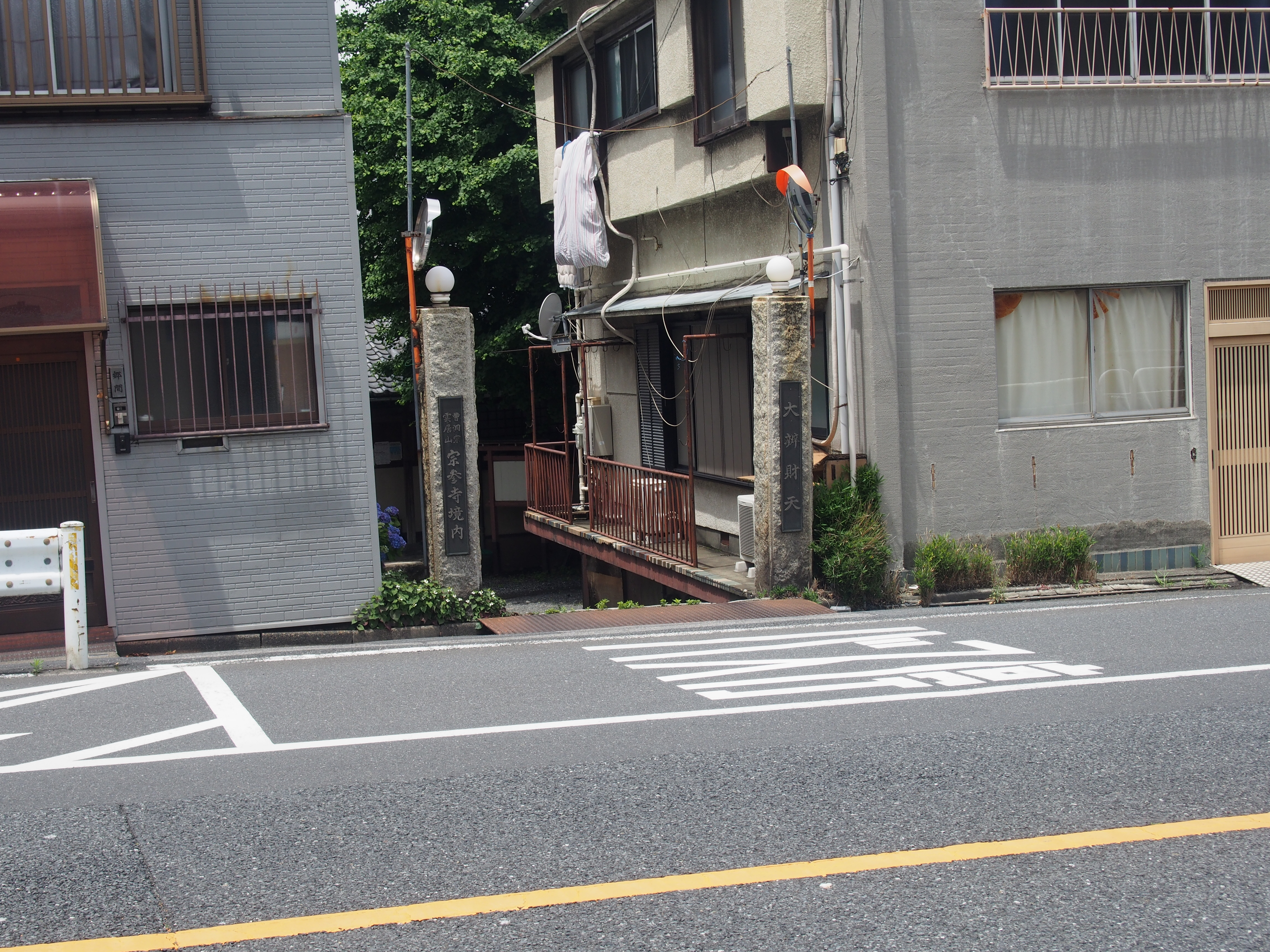
地名の由来になった宗参寺の飛地境内である辨天堂

弁天町は旧名の牛込弁天町でも知られる。

## 世帯数と人口
2025年（令和7年）3月1日現在（新宿区発表）の世帯数と人口は以下の通りである。
- 世帯数 : 2,219世帯
- 人口 : 3,758人

### 人口の変遷
国勢調査による人口の推移。
| 年                 | 人口  |
| ------------------ | ----- |
| 1995年（平成7年）  | 2,689 |
| 2000年（平成12年） | 2,603 |
| 2005年（平成17年） | 2,814 |
| 2010年（平成22年） | 3,092 |
| 2015年（平成27年） | 3,380 |
| 2020年（令和2年）  | 3,424 |

### 世帯数の変遷
国勢調査による世帯数の推移。
| 年                 | 世帯数 |
| ------------------ | ------ |
| 1995年（平成7年）  | 1,263  |
| 2000年（平成12年） | 1,272  |
| 2005年（平成17年） | 1,435  |
| 2010年（平成22年） | 1,755  |
| 2015年（平成27年） | 1,963  |
| 2020年（令和2年）  | 2,068  |

## 学区
区立小・中学校に通う場合、学区は以下の通りとなる（2018年8月時点）。
- 区域 : 全域
  - 小学校 : 新宿区立早稲田小学校
  - 中学校 : 新宿区立牛込第二中学校

## 交通
- 町域内に鉄道駅はないが、地域北部方面では東京メトロ東西線の早稲田駅が、地域南部方面では都営地下鉄大江戸線の牛込柳町駅がそれぞれ利用可能な範囲にある。
- 東部（外苑東より東部）南榎町との境界付近からは東京メトロ東西線の神楽坂駅が、利用可能な範囲にある。

## 事業所
2021年（令和3年）現在の経済センサス調査による事業所数と従業員数は以下の通りである。
- 事業所数 : 85事業所
- 従業員数 : 657人

### 事業者数の変遷
経済センサスによる事業所数の推移。
| 年                 | 事業者数 |
| ------------------ | -------- |
| 2016年（平成28年） | 100      |
| 2021年（令和3年）  | 85       |

### 従業員数の変遷
経済センサスによる従業員数の推移。
| 年                 | 従業員数 |
| ------------------ | -------- |
| 2016年（平成28年） | 625      |
| 2021年（令和3年）  | 657      |

## 施設
- 宗参寺
- 多聞院
- 浄輪寺 - 関孝和・荒木十畝の墓がある。
- 公益財団法人神経研究所附属晴和病院
- 新宿区立牛込保健センター
- 新宿区立新宿生活実習所(ぽれぽれ福祉園）
- 草間彌生美術館
- 牛込弁天公園
- 南春寺

## 主な出身者
- 岩田久利

## その他

### 日本郵便
- 郵便番号 : 162-0851[3]（集配局 : 牛込郵便局[15]）。